# Allison Pineau
Allison Marie Pineau (* 2. Mai 1989 in Chartres, Frankreich) ist eine ehemalige französische Handballspielerin.

## Karriere
Die 1,81 m große Pineau spielt im Angriff auf Rückraum Mitte. Ab 2009 spielte sie für Metz Handball. Für die französische Nationalmannschaft hat Pineau bisher 273 Länderspiele bestritten, in denen sie 696 Tore warf. 2009 wurde sie mit Frankreich Vize-Weltmeister bei der WM in China. Sie wurde zum Abschluss der WM in das All-Star-Team gewählt. Bei der WM 2011 in Brasilien wurde Pineau wiederum Vize-Weltmeister und in das All-Star-Team berufen. Im Sommer 2012 nahm sie an den Olympischen Spielen in London teil. Bei den Olympischen Spielen 2016 in Rio de Janeiro gewann sie die Silbermedaille. Bei der Europameisterschaft 2016 gewann sie die Bronzemedaille. Bei der Weltmeisterschaft 2017 sowie die Europameisterschaft 2018 gewann Pineau jeweils die Goldmedaille. Mit der französischen Auswahl gewann sie die Goldmedaille bei den Olympischen Spielen in Tokio. Pineau erzielte im Turnierverlauf insgesamt 31 Treffer. Im selben Jahr gewann sie bei der Weltmeisterschaft die Silbermedaille.
Am 26. Mai 2010 wurde Pineau als erste Französin zur Welthandballerin für die Saison 2009 gewählt. In der Saison 2012/13 lief sie für den rumänischen Verein CS Oltchim Râmnicu Vâlcea auf. Nachdem Râmnicu Vâlcea im Halbfinale der Champions League ausgeschieden war, ließ sie ihren Vertrag auflösen. Kurz nach der Vertragsauflösung wurde bekanntgegeben, dass sie einen Vertrag beim mazedonischen Verein ŽRK Vardar SCBT unterschrieben hat. Am 30. Oktober 2014 löste Skopje diesen Vertrag auf. Nur wenige Tage später nahm sie der slowenische Verein Rokometni Klub Krim unter Vertrag. Am 28. Februar 2015 löste sie ihren Vertrag aus finanziellen Gründen auf. Hieraufhin unterschrieb sie im März 2015 einen Vertrag beim französischen Erstligisten Handball Cercle Nîmes. In der Saison 2015/16 lief Pineau für den rumänischen Erstligisten HCM Baia Mare auf. Ab der Saison 2016/17 stand sie beim französischen Verein Brest Bretagne Handball unter Vertrag. In der Spielzeit 2019/20 lief sie für Paris 92 auf. Anschließend steht sie beim montenegrinischen Verein ŽRK Budućnost Podgorica unter Vertrag. Mit Budućnost gewann sie 2021 sowohl die montenegrinische Meisterschaft als auch den montenegrinischen Pokal. Im Sommer 2021 kehrte Pineau zum Rokometni Klub Krim zurück. Trotz ihr für das Saisonende 2023/24 angekündigte Karriereende unterschrieb sie für die Saison 2024/25 nochmals einen Vertrag bei Metz Handball.

### Erfolge
- 2009 und 2011 Vize-Weltmeister
- 2009 Welthandballerin
- 2011 französische Meisterschaft
- 2010 und 2011 französischer Pokal
- 2013 rumänische Meisterschaft
- 2014 mazedonische Meisterschaft
- 2014 mazedonischer Pokal
- 2016 Silbermedaille bei den Olympischen Spielen
- 2017 Weltmeisterin
- 2018 Europameisterin
- 2021 montenegrinische Meisterschaft
- 2021 montenegrinischer Pokal
- 2021 Goldmedaille bei den Olympischen Spielen
- 2021 Silbermedaille bei der Weltmeisterschaft
- 2022 slowenische Meisterschaft
- 2022 slowenischer Pokal
- 2023 slowenische Meisterschaft
- 2023 slowenischer Pokal
- 2024 slowenische Meisterschaft
- 2025 französische Meisterschaft
- 2025 französischer Pokal